# Дубровка (Бахчисарайский район)
Дубровка (до 1962 года Залесье; укр. Дібрівка, крымскотат. Dubrovka, Дубровка) — село в Бахчисарайском районе Республики Крым, в составе Плодовского сельского поселения (согласно административно-территориальному делению Украины — Плодовского сельсовета Автономной Республики Крым).

## Население
| 2001 | 2014 |
| ---- | ---- |
| 613  | ↘494 |

Всеукраинская перепись 2001 года показала следующее распределение по носителям языка
| Язык             | Процент |
| ---------------- | ------- |
| русский          | 69.66   |
| украинский       | 18.11   |
| крымскотатарский | 11.91   |
| другие           | 0.32    |

### Динамика численности
- 1989 год — 617 чел.[9]
- 2001 год — 613 чел.[10]
- 2009 год — 542 чел.[11]
- 2014 год — 494 чел.[12]

## Современное состояние
В Дубровке 4 улицы и 2 переулка, площадь, занимаемая селом, 64,7 гектара, на которой в 198 дворах, по данным сельсовета, на 2009 год, числилось 542 жителя, ранее была одним из отделений винсовхоза Плодовое (с 19 августа 2014 года — госпредприятия «Крым-Вино» и «Плодовое-Агропродукт»). В селе действует фельдшерско-акушерский пункт, связано автобусным сообщением с Симферополем.

## География
Дубровка — самое северное село района, относится к бассейну реки Западный Булганак, лежит в долине Таллы, левого притока Булганака, впадающего в реку в нижнем течении, на высоте 148 м над уровнем моря. Транспортное сообщение осуществляется по региональной автодороге 35Н-042 Плодовое — Дубровка (по украинской классификации — С-0-10204) — 6,8 км от шоссе 35Н-019 Новопавловка — Песчаное.
Расстояние Симферополя (по шоссе) — около 35 км до райцентра — около 29 километров, и 15 километров до железнодорожной станции Почтовая. Ближайшее соседнее село — Кольчугино (Симферопольский район) — 2 км просёлка; село Горка — в 4 километрах.

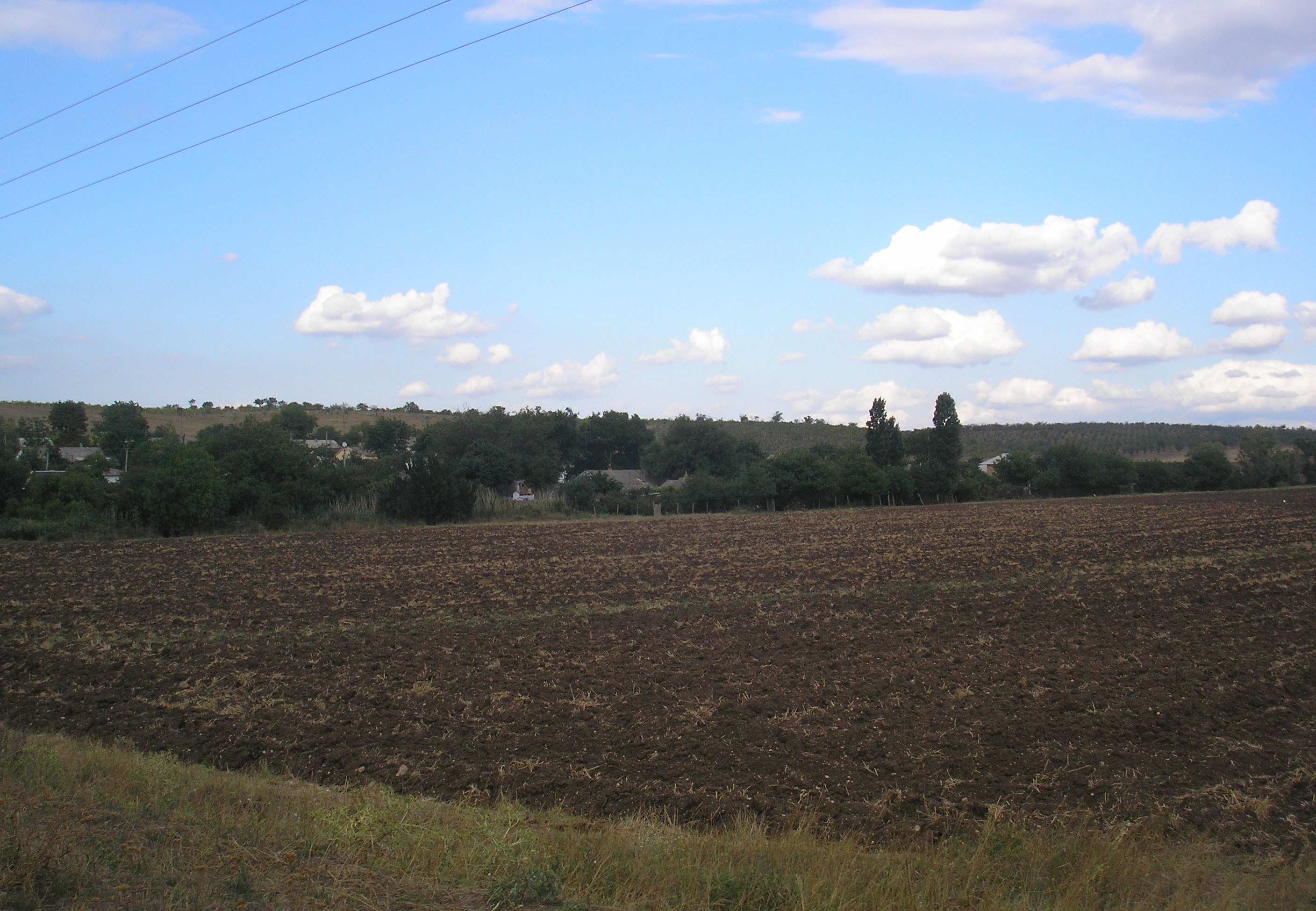
Дубровка, вид с юга.

## История
Образовано село, судя по доступным данным, в послевоенные годы, поскольку на двухкилометровой карте РККА 1942 года ещё не значилось. Первоначально называлось Залесье, на 15 июня 1960 года село уже числилось в составе Плодовского сельсовета. В 1962 году, после присоединения Куйбышевского района, видимо, во избежание путаницы с селом Залесное, переименовано в Дубровку. По данным переписи 1989 года в селе проживало 617 человек. С 12 февраля 1991 года село в восстановленной Крымской АССР, 26 февраля 1992 года переименованной в Автономную Республику Крым. С 21 марта 2014 года в составе Крыма аннексирована Россией.